# Nuoto ai Giochi della XX Olimpiade - 200 metri dorso maschili
La competizione dei 200 metri dorso maschili di nuoto ai Giochi della XX Olimpiade si è svolta il giorno 2 settembre 1972 alla Olympia Schwimmhalle di Monaco di Baviera.

## Programma
| Data             | Ora   | Round      | Note                           |
| ---------------- | ----- | ---------- | ------------------------------ |
| 2 settembre 1972 | 10:35 | 5 Batterie | I migliori 8 tempi alla finale |
| 2 settembre      | 18:15 | Finale     |                                |

## Risultati

### Batterie
| Pos. | Atleta           | Nazione       | Tempo   | Pos F |
| ---- | ---------------- | ------------- | ------- | ----- |
| 1    | Zoltán Verrasztó | Ungheria      | 2'09"89 | 7 Q   |
| 2    | Colin Cunningham | Gran Bretagna | 2'11"06 | 10    |
| 3    | William Kennedy  | Canada        | 2'12"55 | 15    |
| 4    | Rafael Rocha     | Messico       | 2'15"81 | 25    |
| 5    | Ian MacKenzie    | Canada        | 2'16"36 | 27    |
| 6    | Sergio Hasbún    | El Salvador   | 2'27"93 | 35    |
| 7    | Mark Crocker     | Hong Kong     | 2'33"64 | 36    |

| Pos. | Atleta           | Nazione      | Tempo   | Pos F |
| ---- | ---------------- | ------------ | ------- | ----- |
| 1    | Mike Stamm       | Stati Uniti  | 2'07"51 | 2 Q   |
| 2    | Neil Martin      | Australia    | 2'12"09 | 13    |
| 3    | Nenad Miloš      | Jugoslavia   | 2'12"99 | 17    |
| 4    | Lutz Wanja       | Germania Est | 2'13"46 | 18    |
| 5    | Sarun Van        | Cambogia     | 2'24"42 | 33    |
| 6    | Chiang Jin Choon | Malaysia     | 2'26"51 | 34    |

| Pos. | Atleta               | Nazione     | Tempo   | Pos F |
| ---- | -------------------- | ----------- | ------- | ----- |
| 1    | Brad Cooper          | Australia   | 2'07"90 | 3 Q   |
| 2    | Tim McKee            | Stati Uniti | 2'08"19 | 4 Q   |
| 3    | Massimo Nistri       | Italia      | 2'12"85 | 16    |
| 4    | José Urueta          | Messico     | 2'13"85 | 21    |
| 5    | Lars Børgesen        | Danimarca   | 2'14"50 | 22    |
| 6    | Rômulo Arantes Filho | Brasile     | 2'18"15 | 28    |
| 7    | Gerardo Rosario      | Filippine   | 2'23"53 | 32    |

| Pos. | Atleta            | Nazione        | Tempo   | Pos F |
| ---- | ----------------- | -------------- | ------- | ----- |
| 1    | Mitchell Ivey     | Stati Uniti    | 2'09"32 | 6 Q   |
| 2    | Jean-Paul Berjeau | Francia        | 2'09"93 | 8 Q   |
| 3    | Bob Schoutsen     | Paesi Bassi    | 2'10"56 | 9     |
| 4    | Tadashi Honda     | Giappone       | 2'11"11 | 11    |
| 5    | Róbert Rudolf     | Ungheria       | 2'13"64 | 20    |
| 6    | John Hawes        | Canada         | 2'15"34 | 24    |
| 7    | Norbert Verweyen  | Germania Ovest | 2'15"94 | 26    |
| 8    | Predrag Miloš     | Jugoslavia     | 2'18"43 | 29    |

| Pos. | Atleta            | Nazione      | Tempo   | Pos F |
| ---- | ----------------- | ------------ | ------- | ----- |
| 1    | Roland Matthes    | Germania Est | 2'06"62 | 1 Q   |
| 2    | Lothar Noack      | Germania Est | 2'08"80 | 5 Q   |
| 3    | Anders Sandberg   | Svezia       | 2'11"36 | 12    |
| 4    | Ejvind Pedersen   | Danimarca    | 2'12"30 | 14    |
| 5    | Helmut Podolan    | Austria      | 2'13"63 | 19    |
| 6    | Pierre Baehr      | Francia      | 2'14"65 | 23    |
| 7    | Bruce Featherston | Australia    | 2'18"63 | 30    |
| 8    | Gustavo González  | Argentina    | 2'19"74 | 31    |

### Finale
| Pos.    | Atleta            | Nazione      | Tempo   | Nota            |
| ------- | ----------------- | ------------ | ------- | --------------- |
| Oro     | Roland Matthes    | Germania Est | 2'02"82 | Record mondiale |
| Argento | Mike Stamm        | Stati Uniti  | 2'04"09 |                 |
| Bronzo  | Mitchell Ivey     | Stati Uniti  | 2'04"33 |                 |
| 4       | Brad Cooper       | Australia    | 2'06"59 |                 |
| 5       | Tim McKee         | Stati Uniti  | 2'07"29 |                 |
| 6       | Lothar Noack      | Germania Est | 2'08"67 |                 |
| 7       | Zoltán Verrasztó  | Ungheria     | 2'10"09 |                 |
| 8       | Jean-Paul Berjeau | Francia      | 2'11"77 |                 |